# Требра
Требра (нем. Trebra) — община в Германии, в земле Тюрингия.
Входит в состав района Кифхойзер. Подчиняется управлению Гройссен. Население составляет 303 человека (на 31 декабря 2010 года). Занимает площадь 7,94 км².